# Zeughausstraße 2a (Köln)
Das Wohnhaus Zeughausstraße 2a in Köln (auch genannt Palais von Mevissen oder Haus von Mevissen) wurde 1868–1872 nach Entwurf des Kölner Architekten Hermann Otto Pflaume für den Bankier, Großkaufmann und Unternehmer Gustav von Mevissen gebaut und ist nicht erhalten.
Die Motive der Fassadengestaltung des Prachtbaus im Stil der italienischen Renaissance mit Risalitbildung, Mansarddach, kuppeligen Walmdächern mit krönenden Gesimsen und weitgespannten Triumphbögen wurden in den 1880er Jahren „begierig aufgenommen“ und für Kölner Wohngebäude aller sozialen Schichten übernommen. Der Bau diente unter anderem als Vorbild für das Gebäude Kaiser-Wilhelm-Ring 34 (Stadthaus für Wilhelm Leyendecker). Im Erdgeschoss und im ersten Obergeschoss war die Fassade rustiziert und die Fenster hatten Rundbogenabschlüsse. Die Mittelachse der Obergeschosse wurde gegliedert durch einen turmartigen Mittelrisalit mit großem Triumphbogen. Über diesem waren Karyatiden angeordnet, die einen Architrav mit kräftigem Kranzgesims trugen, gekrönt von einer Kuppel.
Heute steht anstelle des Stadtpalais von Mevissen das Bürogebäude des Otto-Wolff-Konzerns.